# Siergiej Suchoruczenkow
Siergiej Nikołajewicz Suchoruczenkow (ros. Сергей Николаевич Сухорученков, ur. 10 sierpnia 1956 we wsi Trostnaja w obwodzie briańskim) – radziecki kolarz szosowy, mistrz olimpijski i dwukrotny zwycięzca Wyścigu Pokoju.

## Kariera
Największy sukces w karierze Siergiej Suchoruczenkow osiągnął w 1980 roku, kiedy zdobył złoty medal w indywidualnym wyścigu ze startu wspólnego podczas igrzysk olimpijskich w Moskwie. W zawodach tych bezpośrednio wyprzedził Polaka Czesława Langa oraz swego rodaka Jurija Barinowa. Był to jedyny medal wywalczony przez Suchoruczenkowa na międzynarodowej imprezie tej rangi oraz jego jedyny start olimpijski. Poza tym zwyciężył w klasyfikacji generalnej Vuelta a Cuba w 1978 roku, Tour de l’Avenir w latach 1978 i 1979, Giro delle Regioni w latach 1979 i 1981, Wyścigu Pokoju w latach 1979 i 1984 oraz Vuelta de Chile w 1990 roku. Ponadto w 1980 roku był trzeci w klasyfikacji generalnej Milk Race oraz drugi w wyścigu Dookoła Słowacji. Na arenie krajowej zdobył jeden złoty medal – w 1978 roku był najlepszy w wyścigu ze startu wspólnego amatorów.
Jego córka Olga Zabielinska również uprawia kolarstwo.

## Najważniejsze zwycięstwa
- 1978 – Tour de l’Avenir
- 1979 – Wyścig Pokoju, Tour de l’Avenir
- 1980 – mistrzostwo olimpijskie w indywidualnym wyścigu szosowym ze startu wspólnego
- 1981 – etap w Tour de Luxembourg
- 1984 – Wyścig Pokoju
- 1990 – Vuelta de Chile